# Биксио, Нино

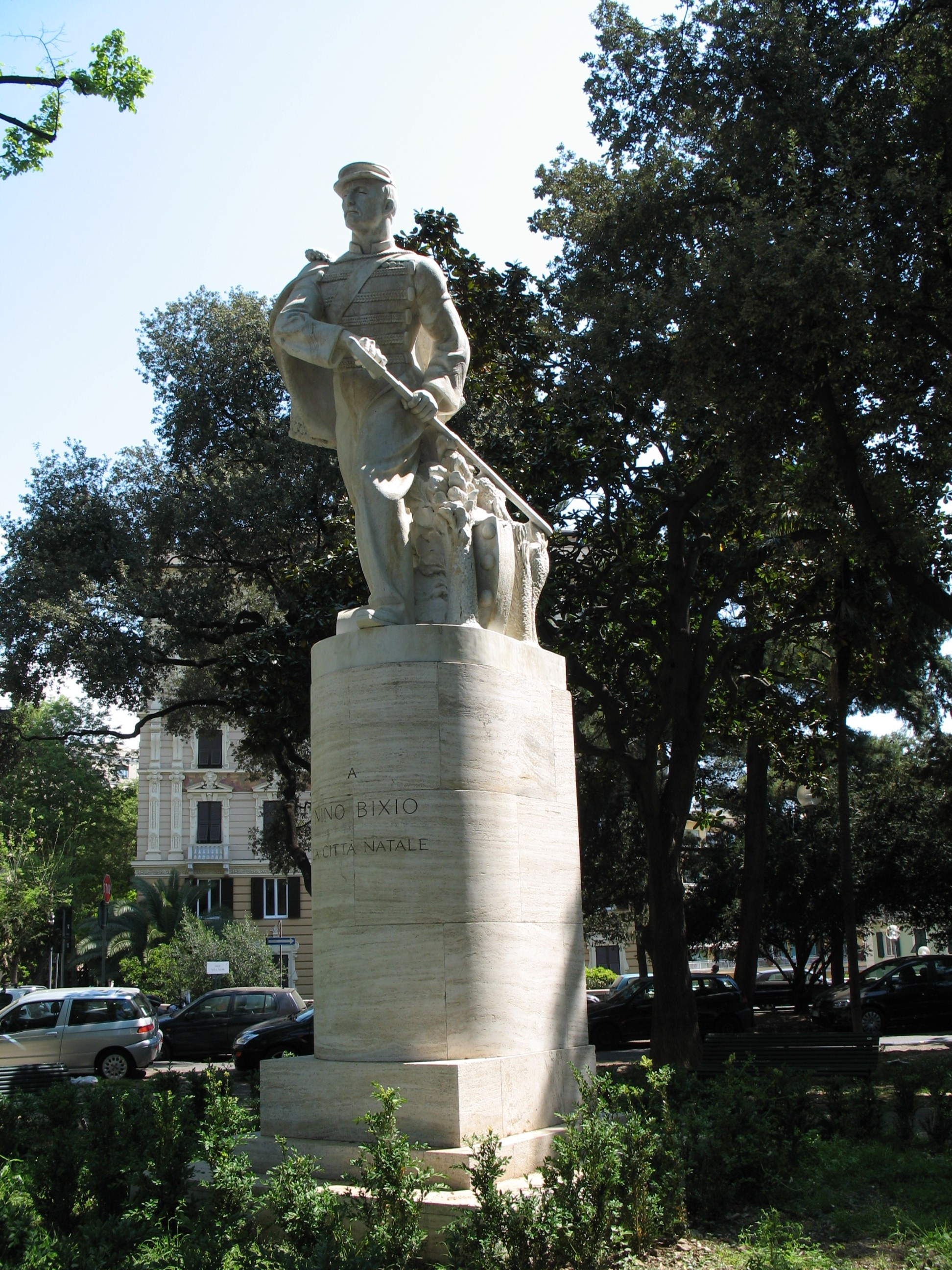
Памятник Нино Биксио в Генуе

Нино Джероламо Биксио (итал. Nino Gerolamo Bixio; 2 октября 1821, Генуя — 16 декабря 1873) — итальянский военный и политик. Участник Рисорджименто. Сподвижник Джузеппе Гарибальди.

## Биография
Ещё мальчиком его родители отправили его служить во флот Сардинского королевства. После того как побывал в различных уголках Земли, в 1846 году вернулся в Италию. 4 ноября 1847 года вступил в подпольную организацию «Молодая Италия». Он прославился в Генуе, когда остановил за узду лошадь сардинского короля Карла Альберта и прокричал: «Перейдите Тичино, Сир, и мы все будем за Вас».
С началом австро-итальянской войны 1848—1849 годов вступил в отряд волонтёров. В 1849 году в чине капитана под началом Джузеппе Гарибальди, участвовал в защите Римской республики от французских интервентов. Отличился взятием в плен целого французского батальона, за что получил золотую медаль.
1852 году участвовал в неудачном заговоре с целью похищения австрийского императора Франца Иосифа I, во время визита последнего в Венецию и Милан.
Во время австро-итало-французской войны 1859 года командовал батальоном «альпийских охотников». Участвовал в битве при Варезе. Вновь был удостоен наград.
В 1860 году был ближайшим помощником Гарибальди в подготовке и проведении революционного похода в Королевство Обеих Сицилий, известном как Экспедиция Тысячи. Участвовал в битвах при Калатафими, Милаццо, Пьяцца-Дуомо, Вольтурно, во время которой сломал ногу. 10 августа с двумя батальонами краснорубашечников подавил волнения бедноты в городе Бронте, приказав расстрелять пятерых участников беспорядков. Экспедиция завершилась завоеванием юга Италии и основанием в марте 1861 года нового государства — Королевство Италия.
В 1861 году был выбран депутатом Парламента. Старался примирить Кавура и Гарибальди.
В 1862 году вступил в Королевскую итальянскую армию.
Во время австро-прусско-итальянской войны 1866 года командовал 7-й дивизией. В битве при Кустоце руководил отходом войск, игнорируя австрийские требования сдаться.
В 1867 году взят в плен французами в битве при Ментане. Бежал из плена. Награждён золотой медалью «За воинскую доблесть».
Масон, был посвящён в 1867 году, был старшим надзирателем ложи «Valle di Potenza di Macerata». После его смерти четыре ложи переименовались в его честь, в том числе одна ложа в Нью-Йорке.
В 1870 назначен сенатором, в сентябре того же года взял город Чивитавеккья и возглавлял отряд волонтёров при взятии Рима 20 сентября, завершившем объединение Италии.
16 декабря 1873 года умер от холеры на Суматре, по пути в Батавию, будучи командиром коммерческой экспедиции. В генуэзском квартале Каринаро ему установлен памятник.
Его старший брат Джакомо Алессандро в декабре 1848 года исполнял обязанности министра сельского хозяйства и торговли Сардинского королевства.

## Награды
- Кавалер Большого креста ордена Святых Маврикия и Лазаря
- Великий офицер Савойского Военного ордена (06.12.1866)
- Командор Савойского Военного ордена (12.06.1861)
- Кавалер Савойского Военного ордена (12.07.1859)
- Кавалер Большого креста ордена Короны Италии
- Золотая медаль «За воинскую доблесть» (1867)
- Медаль «В память высадки Экспедиции Тысячи в Марсале»
- Медаль «В память о войнах за независимость»